# احتفال بالهدف
في الرياضة، الاحتفال بالهدف هو ممارسة الاحتفال بتسجيل الهدف. عادة ما يتم تنفيذ الاحتفال من قبل مُسَجّل الهدف، ويمكن أن يشمل زملائه في الفريق أو المدرب أو طاقم التدريب أو أنصار الفريق. عند الإشارة إلى الاحتفال بهدف بشكل عام، يمكن أيضًا تطبيق المصطلح على إجراءات محددة، مثل قيام لاعب بإزالة قميصه أو أداء شقلبة. تكون الاحتفالات بشكل عام أكثر أهمية في الألعاب الرياضية ذات النقاط الأقل، مثل كرة القدم والهوكي على الجليد، حيث تكون النتيجة ذات أهمية أكبر.

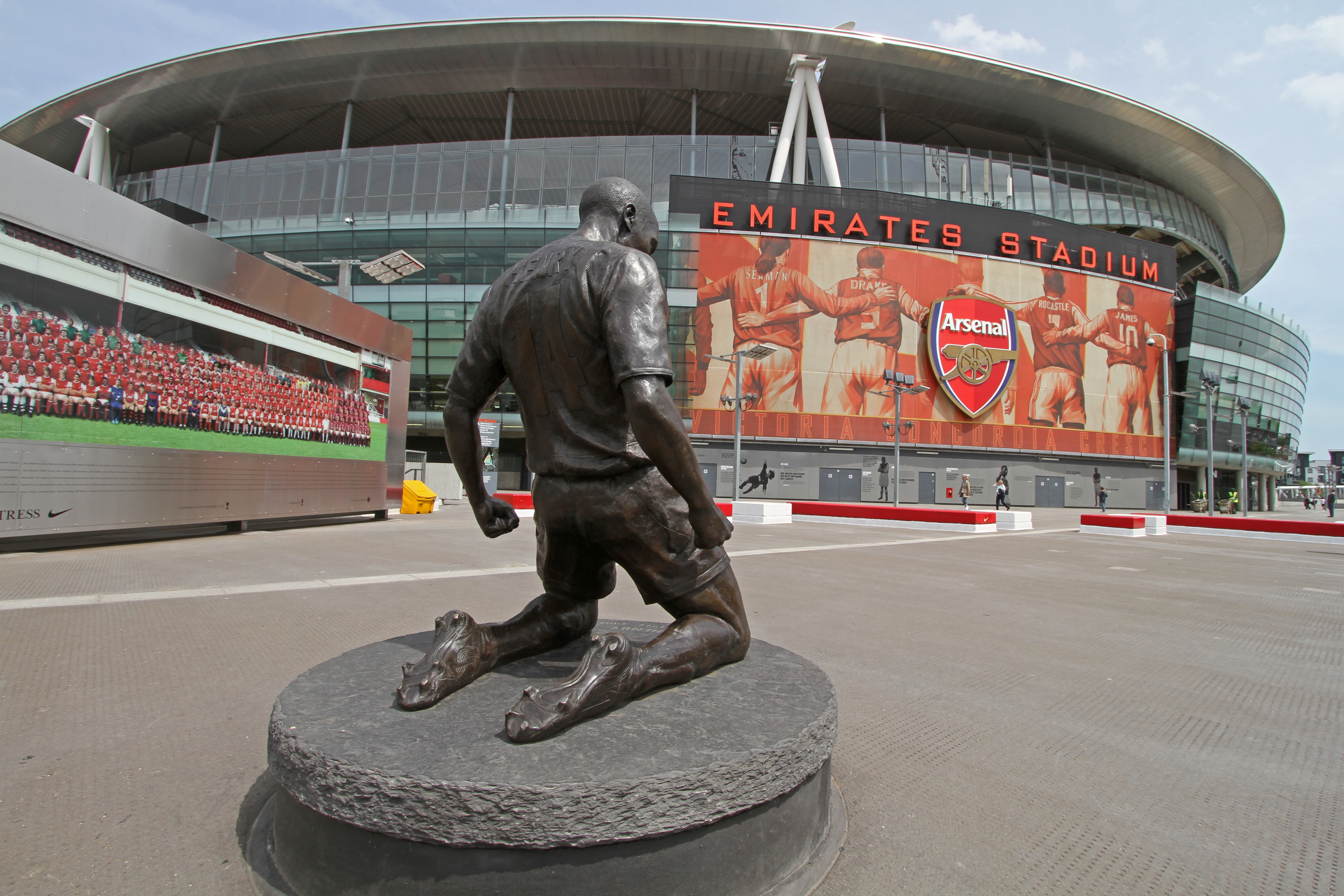
تمثال احتفالية اللاعب الفرني تيري هنري

تم تخليد العديد من احتفالات الأهداف من خلال العديد من الأساليب، كما هو الحال في التمثال (تييري هنري)، والإعلانات (رونالدو)، والطوابع البريدية (بيليه)، وأغلفة المجلات، أو في ألعاب الفيديو: كريستيانو رونالدو، غاريث بيل، ليونيل ميسي والعديد من اللاعبين الآخرين.

## احتفال

### أغنية الهدف

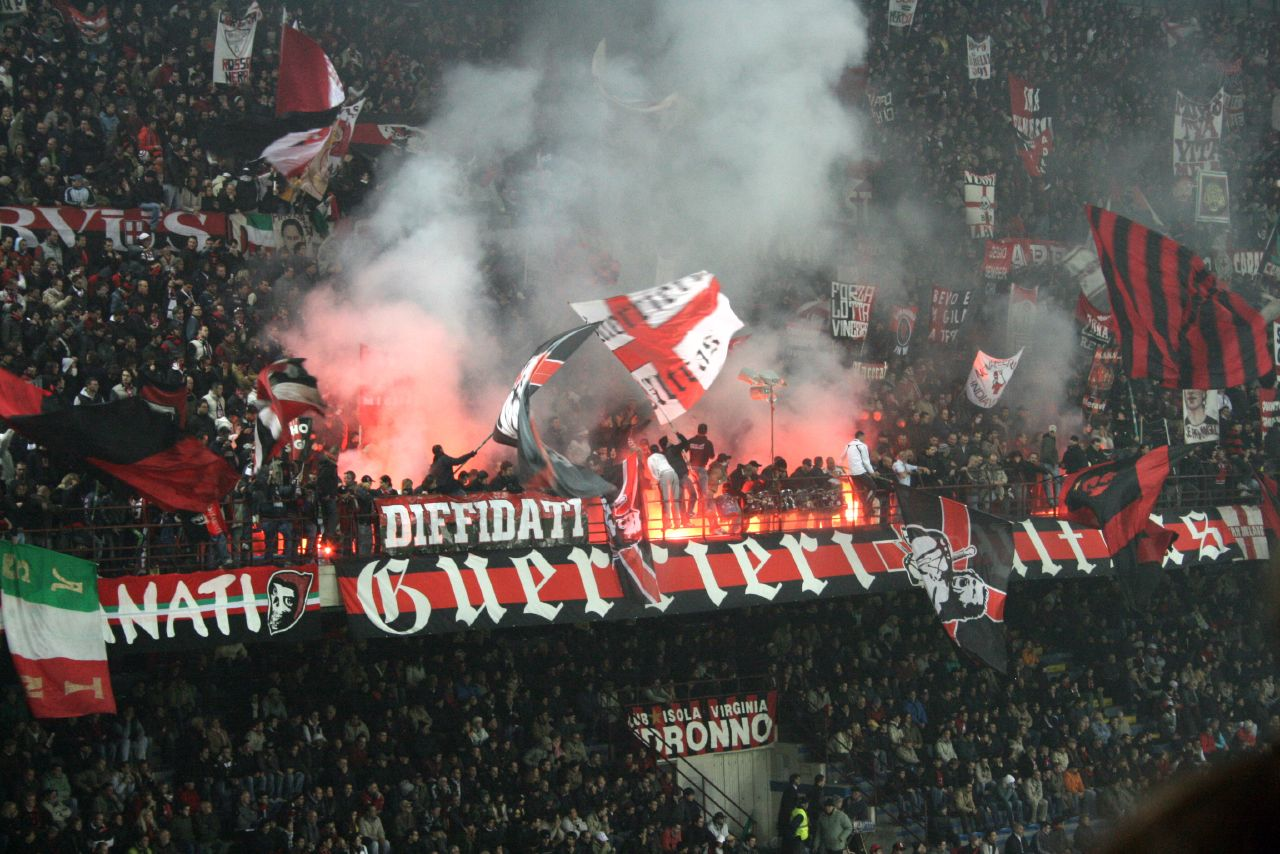
تنطلق المشاعل أحيانًا في سان سيرو من ميلان عندما يسجل هدف.

أغنية الهدف أو موسيقى الاحتفال بالهدف هي قطعة قصيرة من الموسيقى يتم تشغيلها في رياضات مثل كرة القدم أو هوكي الجليد بعد تسجيل الهدف. يصدر أحيانًا بوق هدف قبل تشغيل الأغنية، خاصة في دوري الهوكي الوطني (NHL).

### احتفالات شائعة

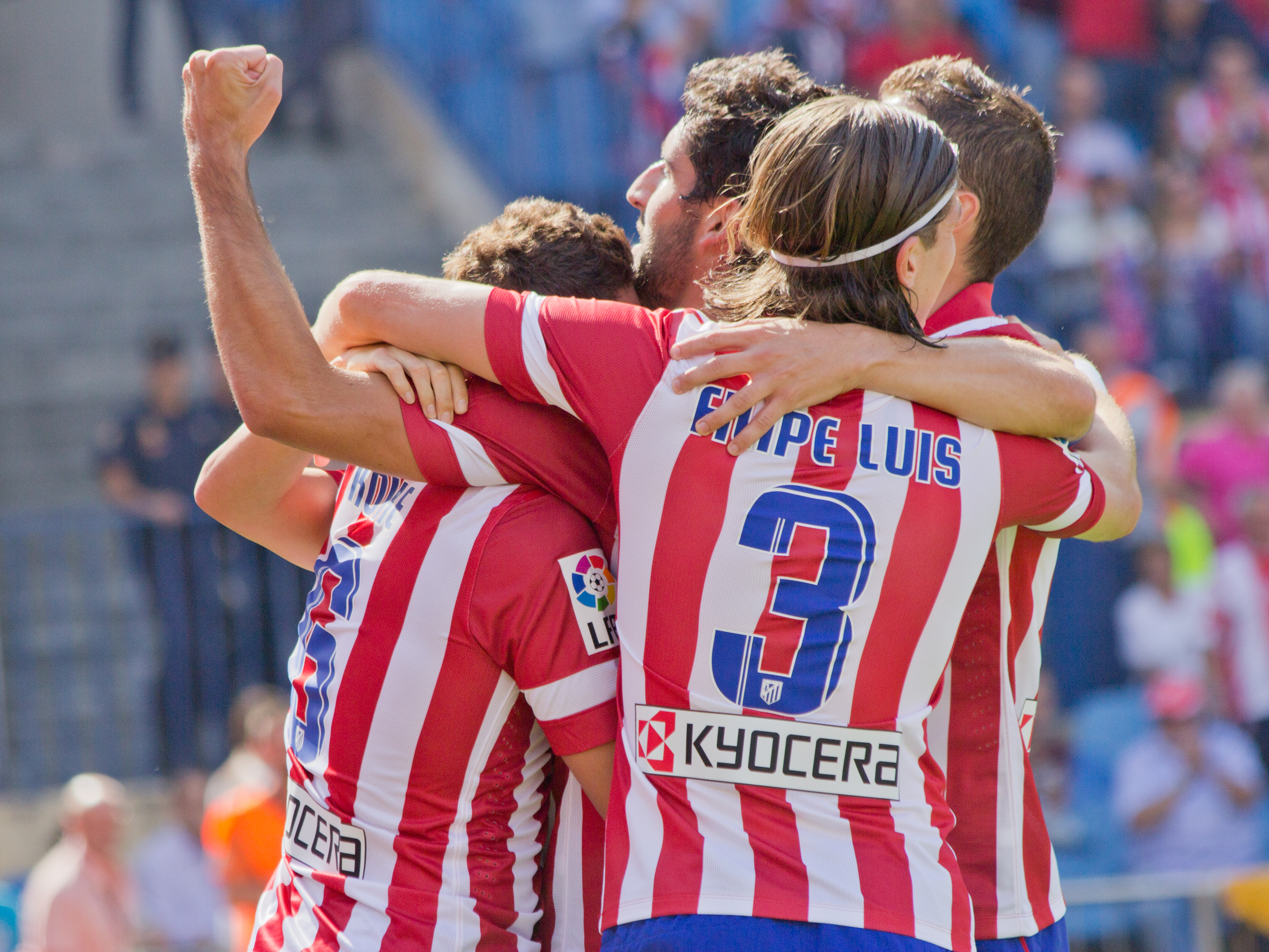
احتفال بطريقة جماعية للاعبي أتلتيكو مدريد، حيث يقوم اللاعبين بمُعانقة بعضهم البعض.

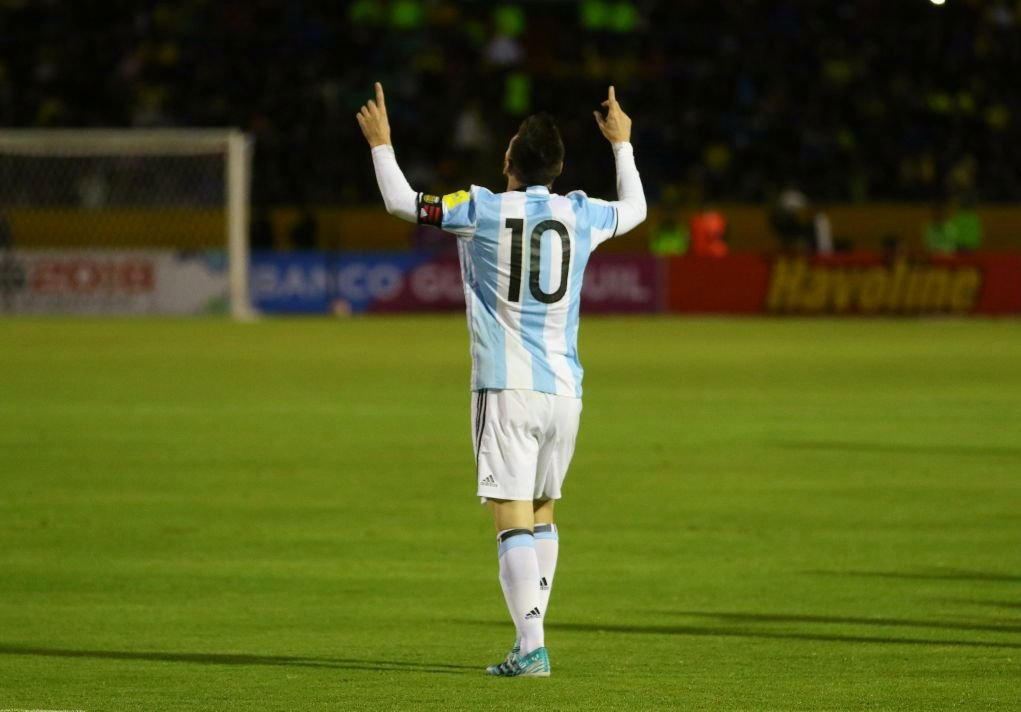
ليونيل ميسي يقوم بالاحتفال عادةً عن طريق توجيه يديه إلى السماء.

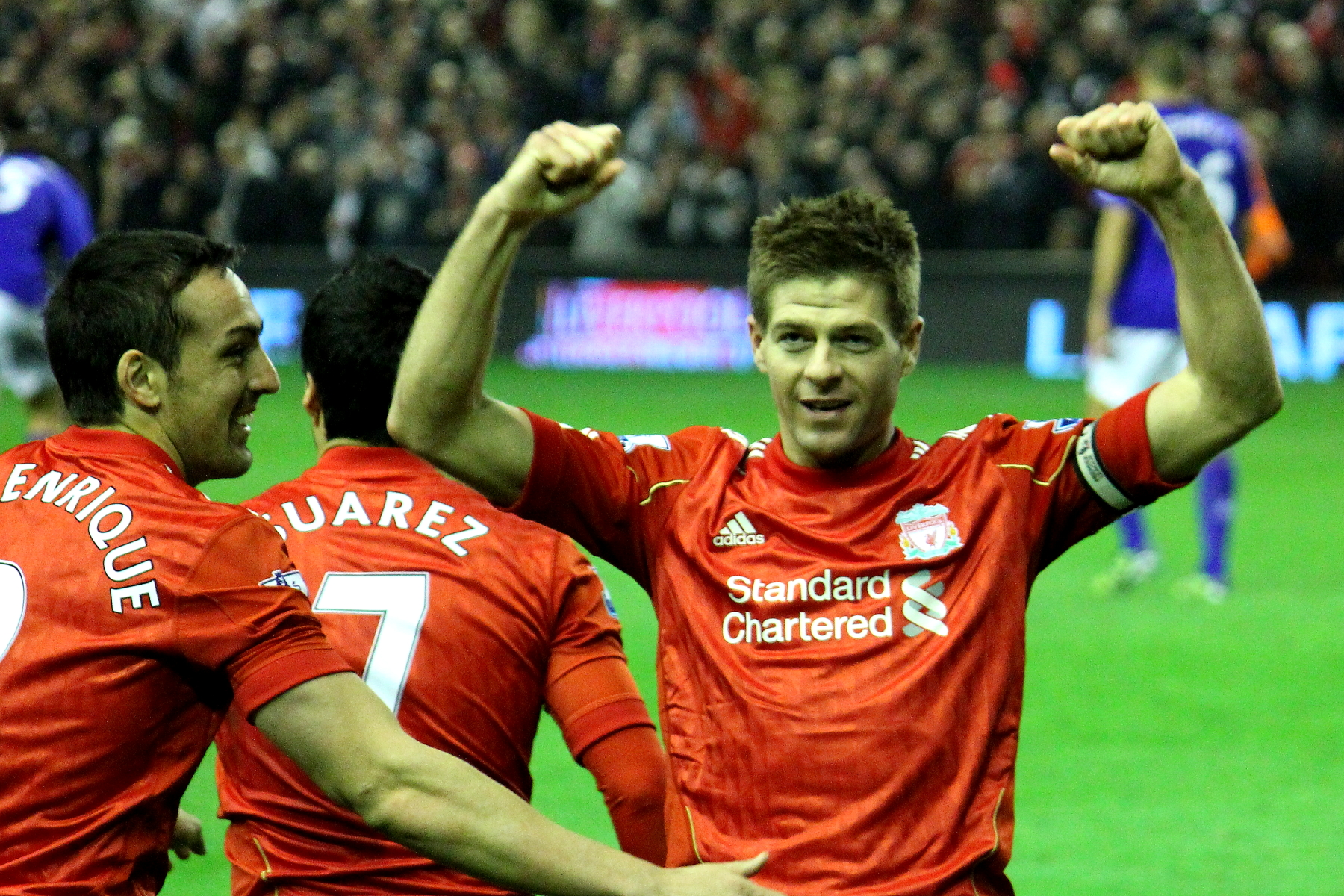
عادةً ما يقوم اللاعبين بتحية الجمهور بعد كُل هدف، ستيفن جيرارد مع ليفربول يُحيي الجماهير بعد تسجيله الهدف.

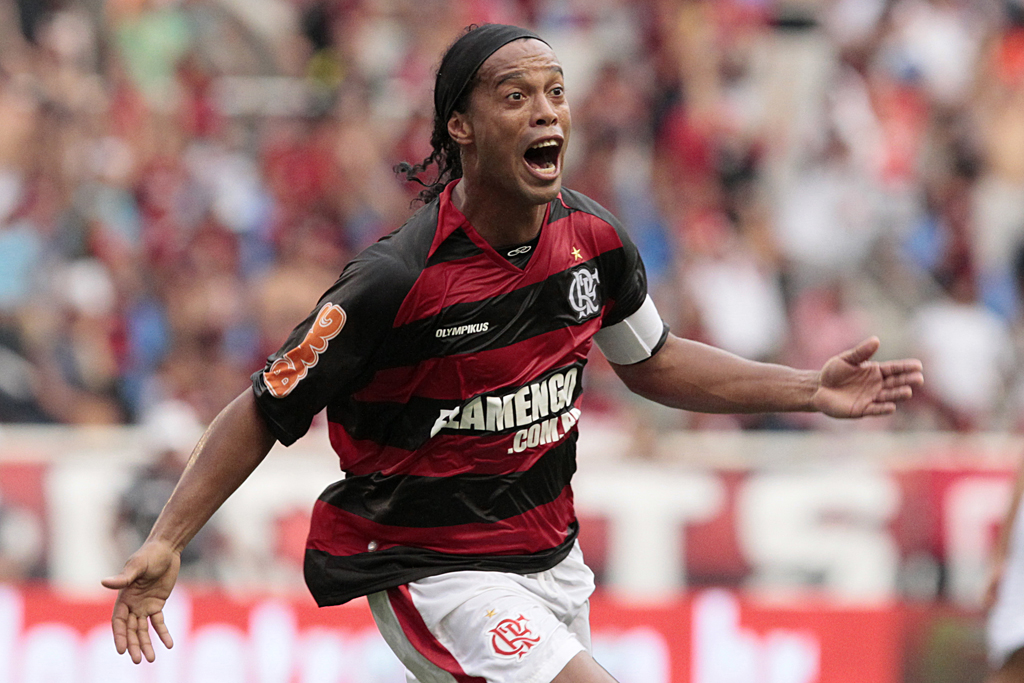
رونالدينهو يحتفل في غالب الأوقات بتحريك كلتا يديه.

- العناق الجماعي للاعبين على أرض الملعب، أو يقفز اللاعبون على أكتاف بعضهم البعض.[4]
- يركض مُسجّل الهدف إلى علم الزاوية، واقفا وإحدى يديه تُمسك بسارية العلم ويقوم بالصراخ. مثل احتفال غابرييل باتيستوتا المماثل عندما لعب في فيورنتينا وتسبب ذلك في الإلهام لصنع تمثاله البرونزي.[5]
- يضع صاحب الهدف إصبع السبابة على شفتيه، وكأنه يخبر جمهور (المنافس) بالإلتزام بالهدوء. احتفل راؤول مهاجم ريال مدريد بهذه الطريقة عندما سجل الهدف ضد برشلونة في الكلاسيكو في نو كامب عام 1999.[6][7]
- التظاهر بإطلاق مدفع رشاش، كما فعل غابرييل باتيستوتا وإدينسون كافاني.[8]
- يقوم صاحب الهدف بتحريك معصمه بالقرب من أذنه، ويتم ذلك عادة أثناء الجري. تم استخدامه مرات عديدة من قبل لوكا توني.[9]
- يقوم مُسجّل الهدف بالغوص على العشب بذراعين وساقين ممدودة. فعل ذلك يورجن كلينسمان في العديد من الأهداف، خاصةً بعد فترة وجيزة من انضمامه إلى توتنهام هوتسبر. أصبحت الاحتفالية تُعرف باسم «كلينسمان».[10]
- يسير صاحب الهدف بأسلوب غير مبال مع ابتسامة غرور كما لو كان يقول، «أنا الأفضل، كان ذلك سهلاً، إلخ.» ينطوي تكييف هذا على أن يكون مُسجّل الهدف واقفًا ويستدير أو ينظر حوله بطريقة مُتغطرسة. أشهر من قام بذلك مهاجم مانشستر يونايتد إريك كانتونا، كما قام بها زلاتان إبراهيموفيتش.[11]
- تشكيل الأصابع على كلتا اليدين على شكل قلب. أشهر من يفعل ذلك هو أنخيل دي ماريا.
- يقوم مُسجّل الهدف بالتقبيل على إصبع الخاتم. كما يفعل راؤول دائمًا.[12] اللاعبون المتزوجون يظهرون حبهم لزوجاتهم بهذا الاحتفال.[13] اشتهر ريفالدو أيضًا بهذا الاحتفال في مباراة ربع النهائي ضد الدنمارك في كأس العالم 1998.
- الانزلاق على الركبتين بعد التسجيل. غالبًا ما قام به ديدييه دروجبا وإيدن هازارد.[14]
- يقوم الهداف بتمديد الذراعين ويدور بطريقة تحاكي الطائرة. وقد اشتهر هذا المهاجم البرازيلي السابق كاريكا وحصل بعد ذلك على المهاجم الإيطالي فينتشينزو مونتيلا لقبه بـ «الطائرة الصغيرة» (l'aeroplanino) من خلال هذه الاحتفالية.[15]
- يمد صاحب الهدف كلاً من الذراعين ويركض بشكل مستقيم. غالبًا ما احتفل المهاجم البرازيلي رونالدو بهذه الطريقة في مسيرته المبكرة.[16][17]
- يقوم صاحب الهدف بمد كلتا ذراعيه وقلبهما وتحريكهم من جانب إلى آخر، كما لو كان يهز طفلًا.[18] يشير هذا عادةً إلى أن صاحب الهدف قد أنجب طفلًا، سواء لأول مرة أم لا. لفت انتباه العالم المهاجم البرازيلي بيبيتو (انضم إليه في الاحتفال زملائه روماريو ومازينيو) في كأس العالم 1994 بعد هدفه في ربع النهائي ضد هولندا، احتفالاً بابنه ماتيوس، المولود قبل يومين من الهدف.[19]
- صاحب الهدف يضع الكرة تحت قميصه للإشارة إلى حمل زوجته في الغالب.
- يقوم مُسجّل الهدف بمص إصبعه الإبهام. أشهر من قام بذلك لاعب روما فرانشيسكو توتي وكذلك البرازيلي روبينهو.[20]
- يُشير مُسجّل الهدف بيديه إلى السماء، للتعبير عن الامتنان إلى الرب، أو للإشارة إلى شخصٍ مُتوفي. اشتُهر بهذه الإحتفالية اللاعب البرازيلي كاكا. يقوم ليونيل ميسي بهذه الإحتفالية في كثير من الأحيان.[21]
- يضع مُسجّل الهدف كلتا يديه أو إحداهما خلف إذنه، كما لو كان يستمع إلى ردة فعل الجمهور. عادةً ما يتم ذلك عندما يتم استهجان لاعب من قِبل الجماهير أثناء المباراة ثم يسجل هدفًا، أو إذا عاد لاعب ليسجل ضد ناديه السابق - كما فعل مهاجم مانشستر يونايتد روميلو لوكاكو عندما وضع يده خلف أذنه لمشجعي إيفرتون بعد تسجيله (كانت الجماهير قد استهجنت ضده طوال المباراة).[22] نادرًا ما يستهدف هذا الاحتفال موظفي النادي أو اللاعبين أو المسؤولين لأسباب داخلية مختلفة.
- يعرض مُسجّل الهدف نوعًا من أنواع الرقص بعد الهدف، وعادة ما ينضم إليه زملائه. كان أول لاعب يكتسب شهرة عالمية بهذه الاحتفالية ربما كان المخضرم الكاميروني روجيه ميلا في كأس العالم 1990، حيث احتفل بجميع أهدافه الأربعة بالرقص حول علم الزاوية. لفت بيتر كراوتش الانتباه إلى رقصاته الروبوتية بعد أن سجل أهدافًا لإنجلترا.[23] قام خمسة من لاعبي جنوب إفريقيا بأداء رقصة لا تنسى على غرار ماكارينا بعد تسجيل الهدف الافتتاحي في كأس العالم 2010.[24] اشتهر أنطوان غريزمان بهذه الاحتفالية أيضًا.[25]
- يقوم مُسجّل الهدف بعمل شقلبة بهلوانية أو عدة شقلبات. كان المهاجم المكسيكي هوغو سانشيز أول من اشتٌهر بهذه الإحتفالية.[26] يشتهر لاعبو كرة القدم النيجيريون بشقلباتهم البهلوانية بعد تسجيلهم للأهداف، يشمل ذلك اللاعب جوليوس أغاهووا الذي احتفل بهذه الطريقة في كأس العالم 2002 بعد أن سجل هدفاً ضد السويد. مُنع لومانا لوالوا من أداء الشقلبة الخلفية من قبل ناديه بورتسموث بعد إصابة أحد قدميه أثناء الاحتفال.[27]
- يقوم مُسجّل الهدف بنزع قميصه كتعبير عن احتفاله بالهدف، وتُعَد هذه الاحتفالية من أشهر الاحتفالات، وعادةً ما يتم هذا الاحتفال عند تسجيل هدف حاسم في الدقائق الأخيرة، أو عندما يكون الهدف قد قضى على أحلام الفريق المُنافس. اعتبارًا من 2004، تُعتبر هذه الإحتفالية «مُفرطة» وُفقَ قوانين الاتحاد الدولي لكرة القدم الفيفا،[28] ويُعاقب من ينزع قميصه بالبطاقة الصفراء. أشهر من قام بهذه الاحتفالية اللاعب أندريس إنييستا بهدفه الحاسم في نهائي كأس العالم 2010،[29] وكذلك بهدفه القاتل أمام تشيلسي في إياب نصف دوري الأبطال 2008–09، من أكثر الاحتفالات الجنونية بهذه الطريقة أيضًا كانت إحتفالية سيرخيو أغويرو عندما سجل الهدف في الدقيقة الأخيرة أمام كوينز بارك رينجرز ليمنح فريقه لقب الدوري. فعل هذه الاحتفالية أيضًا كريستيانو رونالدو بالهدف الرابع الذي سجله أمام أتلتيكو مدريد في نهائي الأبطال 2014، وكذلك بهدفه أمام برشلونة في كأس السوبر الإسباني 2017. أيضًا من أشهر اللاعبين الذين احتفلوا بهذه الطريقة، هو ليونيل ميسي بعد أن سجل هدفًا في الكلاسيكو أمام ريال مدريد في الثواني الأخيرة في بطولة الدوري الإسباني 2016–17.
- من الاحتفالات الشائعة هو أن يرفع اللاعب قميصه ليُظهر نصًا أو صورة تحت قميصه للجمهور. يقوم اللاعب البرازيلي روماريو عادةً بهذه الاحتفالية في أهدافه، حيث يُظهر رسائل مختلفة تحت قميصه في كل مباراة، وعادةً ما يقوم بها لاعب روما فرانشيسكو توتي بعد أن يُسجل في الديربي أمام لاتسيو.[30]
- يقوم مُسجّل الهدف بأخذ الكرة والذهاب بها سريعًا إلى نقطة ركلة البداية بعد تسجيله الهدف، دائمًا ما يقوم بها لاعبو الفرق التي تكون متأخرة في النتيجة وتحتاج إلى المزيد من الأهداف من أجل التعادل أو الفوز أو من أجل تسجيل المزيد من الأهداف من أجل تحقيق رقمٍ قياسي أو التأخر في النتيجة الإجمالية إذا كانت المُباراة تُلعب بنظام الذهاب والإياب.
- يقوم مُسجّل الهدف بالتظاهر برمي السهام كما لو كان يصطاد هدفًا مُعينًا. اشتُهر اللاعب روبي كين بهذه الاحتفالية.[31] كما تميّز اللاعب السعودي ياسر القحطاني بهذه الاحتفالية أيضًا.
- من الاحتفالات الجماعية الشائعة التي يقوم اللاعبون بها، هي أن يضع اللاعب (مُسجل الهدف عادةً) قدمه على رُكبة لاعب الآخر، ويتظاهر اللاعب الآخر كما لو كان يقوم بتلميع حذائه، كان زُملاء رونالدو في إنتر ميلان يقومون بالاحتفالية معه بهذه الطريقة.[32] تميز روبينهو بهذه الإحتفالية مع العديد من اللاعبين أمثال غوتي ونيمار.
- يقوم العديد من اللاعبين المُسلمين بالسجود بعد تسجيل الهدف، كتعبير عن الشكر لله. أشهر من يقوم بهذه الإحتفالية هو اللاعب المصري محمد صلاح.[33]
- يقوم مُسجّل الهدف بتحية الجماهير، وكذلك يقوم بالرد على جماهير الفريق المُنافس. تميّز كريستيانو رونالدو باحتفاليته الشهيرة «الكالما» وذلك بأن يُشير للجمهور بالإلتزام بالهدوء، فعل ذلك في الكامب نو أمام برشلونة في عامي 2012 و2016.
- يقوم اللاعب بعد تسجيله الهدف بالقفز في الهواء وتحريك اليدين كما لو كان يلكم الهواء. كانت هذه الاحتفالية شائعة في القرن العشرين. يظهر هذا الاحتفال في طابع بريد للبرازيلي بيليه عام 1969 الذي يحيي ذكرى هدفه الألف.[34] يشتهر اللاعب السويدي توماس برولين بهذه الاحتفالية.
- يقوم مُسجّل الهدف برفع قميصه وتغطية رأسه. كما كان يفعل اللاعب الإيطالي فابريزيو رافانيلي دائمًا.[35]
- يقوم اللاعب الذي سجل الهدف بالقفز وسط الجماهير المُحتفلة. احتفل لاعب واتفورد تروي دييني بهذه الطريقة بعد أن سجل الهدف القاتل أمام ليستر سيتي في 2013 في نصف نهائي المُلحق المؤهل في الدوري الدرجة الأولى الإنجليزية.[36]
- يقوم اللاعب صاحب الهدف بالركض حول الملعب والاحتفال أمام جماهير الخصم المُنافس. من أشهر هذه الاحتفالات هي احتفالية إيمانويل أديبايور لاعب مانشستر سيتي أمام جماهير فريقه السابق نادي آرسنال في 2009.[37]
- غالبًا ما يقوم بعض اللاعبين الذين لديهم وشم على معصميهم أو سواعدهم بتقبيل الوشم لإظهار الاحترام لأي شخص أو أي شيء يرمز إليه الوشم. المهاجم الإسباني ألفارو نيغريدو هو مثال على ذلك،[38] وكذلك الأوروغواياني لويس سواريز.[39]
- «احتفالية تيري هنري» هي الاحتفالية الشهيرة التي يقوم بها تيري هنري بعد تسجيله للهدف عن طرق الاستناد بإحدى يديه على قائم المرمى، ووضع اليد الأخرى حول الورك، مُلمحًا إلى أنه مُتعب من تسجيل الأهداف.[40]
- يقوم مُسجّل الهدف بضرب أو ركل علم الزاوية، كتعبير عن فرحته بتسجيله الهدف. فعل ذلك المُهاجم الهولندي كلاس يان هونتيلار بعد أن سجل هدفًا ضد المكسيك في كأس العالم 2014.[41][42] اللاعب الأسترالي تيم كاهيل كان يُشتهر بالتظاهر بمُلاكمة علم الزاوية بعد تسجيله للأهداف.[43][44]
- يقوم اللاعب بالتفاعل بفتح فمه بأقصى حد والصراخ بعد تسجيله للهدف. مثل ما فعل زيدان بعد تسجيله هدفه الشهير أمام بايرن ليفركوزن في نهائي دوري أبطال أوروبا 2002.[45] وقد يشمل أيضًا ذلك بأن يمد اللاعب لسانه إلى أكبر قدر ممكن، كما كان يفعل ديل بييرو دائمًا مع ناديه يوفنتوس.
- يقوم اللاعب بعد تسجيله الهدف بتقبيل شعار الفريق أو العلم الوطني أو شارة القيادة أو أي رمزٍ آخر، قد يكون هذا السلوك عاطفيًا مع جماهير الفريق أو ساخرًا ومُستفزًا ضد جماهير الفريق المُنافس. احتفل قائد برشلونة كارليس بويول بهذه الطريقة بعد أن قبّل شريط كاتلونيا أمام جماهير ريال مدريد في 2009.
- يلوّح اللاعب لجماهير فريقه بطريقة عاطفية بعد تسجيل الهدف، أو لاستفزاز جماهير الخصم. احتفل توريس لاعب ليفربول أمام جماهير المنافس مانشستر يونايتد برفع جميع أصابعه الخمسة، بالإشارة إلى ألقاب ليفربول بدوري أبطال أوروبا.[46]
- يقوم مُسجّل الهدف بدوران إحدى ذراعيه أو كلاهما كما لو كانت أشبه بالطاحونة. اشتهر اللاعب الإنجليزي ميك تشانون بهذه الاحتفالية في أهدافه. قام اللاعب الكوري الجنوبي بارك جي سونغ بهذه الاحتفالية بعد أن سجل هدفًا ضد اليونان في كأس العالم 2010.[47] قام كريستيانو رونالدو بهذه الاحتفالية أيضًا بعد هدفه الأول في ديربي مدريد أمام أتلتيكو مدريد في ذهاب الدوري الإسباني 2016–17.

## العقوبات
وفقًا لقواعد اللعبة (القانون 12):
يجوز للاعب إظهار فرحته عندما يتم تسجيل هدف، لكن لا يجب أن يكون الاحتفال مفرطًا.
حاول الفيفا في المواسم الأخيرة القضاء على بعض الاحتفالات الأكثر حماسة. إذا قام لاعب بتحريض الجمهور أو خلع قميصه أو وضع الكرة تحت قميصه للإشارة إلى الحمل بعد تسجيل هدف، فمن المرجح أن يتم إنذاره من قبل الحكم. يمكن أن يسبب هذا جدلًا كبيرًا إذا تم إنذار اللاعب بالفعل، لإنه قد يؤدي إلى طرده. ومع ذلك يحتال بعض اللاعبين على هذه القاعدة عن طريق رفع قمصانهم وتغطية رؤوسهم، دون خلع القميص بشكلٍ كامل.
القفز إلى الجمهور هو أيضًا مخالفة تستوجب الإنذار («ترك مجال اللعب عمداً بدون إذن من الحكم»، كما هو محدد في القانون 12).
قد يتم تغريم اللاعبين أيضًا للكشف عن القمصان التي تحتوي على نوع من الرسائل الموجهة إلى الجماهير أو المتفرجين. ومن الأمثلة البارزة روبي فاولر الذي تم تغريمه لإظهار قميص تم تصميمه لإظهار دعم إضراب عمال الأرصفة في ليفربول، وتيري هنري، الذي تم تغريمه من قبل الاتحاد الأوروبي بعد أن أزال قميص أرسنال ليكشف عن قميص مكتوب عليه "من أجل كيد المولود الجديد"، والذي تم توجيهه إلى صديقته، المغنية الرئيسية في ولاية تكساس شارلين سبيتيري [الإنجليزية]، التي أنجبت حديثًا. في عام 1999، تم تغريم روبي فاولر أيضًا 60.000 جنيه إسترليني من قبل ناديه والدوري الممتاز لأنه احتفل بهدفه من منطقة الجزاء ضد إيفرتون من خلال الانحناء بأطرافه الأربع وتقليد شفط الكوكايين من الخط الأبيض للمنطقة. بالرغم من الادعاءات التي تقول بأنه كان يرد على اتهامه بتعاطي المخدرات في الصحافة المحلية، ادعى مدرب ليفربول حينها جيرارد هولييه أنه كان يقوم بتقليد البقرة وهي تأكل العشب".
في يناير 1998، تعرض لاعب خط وسط رينجرز بول غاسكوين إلى انتقادات حادة بعد أن احتفل بهدف حيث قام بمحاكاة عزف الفلوت (رمز العزف على الناي في مسيرة أورانج أوركيست) خلال مباراة ضد سلتيك في سلتيك بارك. وقد أغضب الاحتفال مشجعي سلتيك الذين كانوا يسخرون منه، وتم تغريم غاسكوين 20 ألف جنيه إسترليني من رينجرز بعد الحادث. كما تلقى تهديدًا بالقتل من عضو في الجيش الجمهوري الأيرلندي.
طُرد مهاجم بوكا جونيورز كارلوس تيفيز بعد أن قام بتقليد الدجاجة عند احتفاله بهدفه ضد المُنافس اللدود ريفر بليت خلال كأس ليبرتادوريس 2004، ساخرًا من لقبهم «الدجاج» (اللفظ الأصلي: Gallinas).
أثار اللاعب باولو دي كانيو الجدل في عام 2005، أثناء تواجده في صفوف لاتسيو، حيث قدم تحية فاشية للجماهير اليمينية. ونتيجة لذلك، تم تغريمه وإيقافه.
تلقى ديفيد نوريس لاعب إيبسويتش تاون غرامة بعد استخدام إيماءة الأصفاد للاحتفال بهدفه ضد بلاكبول في نوفمبر 2008، قاصدًا زميله السابق لوكي مك كورميك، الذي سُجن بعد أن تسبب بالموت بسبب القيادة المتهورة. تلقى لاعب خط وسط إيفرتون تيم كاهيل غرامة مماثلة لإشارة مماثلة في مباراة في 2 مارس 2008.
في مباراة من الدوري الإنجليزي 2009 بين مانشستر سيتي وأرسنال، تلقى مهاجم مانشستر سيتي إيمانويل أديبايور بطاقة صفراء بسبب ركضه طول الملعب للاحتفال بهدفه أمام مشجعي الأرسنال. اعتبر هذا الأمر مثيرًا للجدل لأن أديبايور وقع لمانشستر سيتي في صيف ذلك الوقت من أرسنال.
في مارس 2013، قام لاعب خط وسط أيك أثينا جيورجوس كاتيديس بتحية نازية للجمهور بعد تسجيل هدف الفوز ضد فيريا. وبالرغم من أنه أصر في وقت لاحق على أنه لم يدرك معنى الإيماءة، فقد تم تغريمه 50000 يورو، وتم منعه من اللعب لصالح أيك أثينا لبقية الموسم، وإيقاف مدى الحياة من تمثيل اليونان على المستوى الدولي.
تم إيقاف مهاجم وست بروميتش ألبيون نيكولاس أنيلكا لمدة خمس مباريات وتغريمه للاحتفال بهدف سجله في ديسمبر 2013 بعد أن قام بإيماء الكونيل. حيث كان هناك جدل حول ارتباط هذه الإيماءة بمعاداة السامية.
في كأس العالم 2018 في روسيا، احتفل كل من شيردان شاكيري وزميله الهداف السويسري غرانيت تشاكا، وهما من أصل كوسوفي، بأهدافهما ضد منتخب صربيا من خلال تشكيل إيماء النسر بواسطة اليدين، والذي يُعد رمزًا للعرق الألباني، تجاه المشجعين الصرب، بالإشارة إلى حرب كوسوفو. فرضت الفيفا غرامة على شاكا وشاكيري 10000 فرنك سويسري بسبب السلوك غير الرياضي الذي يتعارض مع مبادئ اللعب النظيف.

## الامتناع عن الاحتفال
إن رفض الاحتفال بهدف أو ما يُسمى بالاحتفال الصامت يكون غالبًا عندما يُسجل لاعب ضد ناديه سابق، خاصةً عندما يبدأ اللاعب مسيرته بهذا النادي أو كان قد حقق أكبر فترة نجاح له، أو صنع اسمه لأول مرة. وهو ما يُعبر عن احترام اللاعب لهذا النادي للأسباب سالفة الذكر. العديد من اللاعبين قاموا بالاحتفال ضد أنديتهم السابقة وهو ما يعتبره البعض سلوك مُستفز ولا يُعبر عن الاحترام.
قد يحدث الاحتفال الصامت عادة عند تسجيل هدف في مباراة قد حُسمت بالفعل أو سُجّل فيها عددٌ كبير من الأهداف من طرفٍ واحد؛ وقد لا يحتفل اللاعب أساسًا إذا لم يكن هناك ما يكفي من الوقت المتبقي من زمن المباراة. وقد يحدث الاحتفال الصامت أحيانًا بأسباب أخرى نادرة، مثل وفاة صديق أو قريب، أو ردًا على الانتقادات، أو احترامًا لحدثٍ عالمي حديث العهد، أو احترام للاعبين أو للفريق المُنافس بأسباب غير مألوفة، مثل ما حدث مع لاعب خط الوسط لنادي ساوثهامبتون ماتيو لو تيسيي عندما سجل هدفًا من 30 ياردة ضد بلاكبيرن روفرز في موسم 1994–95، والذي حقق هذا الهدف جائزة هدف الموسم. صرح لو تيسيي منذ ذلك الحين أنه لم يحتفل بدافع الاحترام لزميله السابق وصديقه تيم فلاورز، الذي كان حارس مرمى بلاكبيرن في تلك المباراة.

### احتفالات صامتة شائعة
- غابرييل باتيستوتا بعد تسجيله لروما ضد فيورنتينا، رفض الاحتفال بل انهار وأجهش بالبكاء بعد الهدف؛ باتيستوتا كان هداف فيورنتينا التاريخي ورمز النادي لفترة طويلة قبل أن ينضم إلى روما.[71]
- رفض دينيس لو الاحتفال بعد تسجيله لمانشستر سيتي ضد ناديه السابق مانشستر يونايتد في الجولة الأخيرة من دوري الدرجة الأولى لكرة القدم 1973–74.[72]
- اختار عدد من اللاعبين عدم الاحتفال ضد أنديتهم السابقة، بما فيهم جيمي فلويد هاسلبانك بعد تسجيله لصالح تشارلتون أثليتيك ضد تشيلسي، غاري مكأليستر بعد تسجيه لليفربول ضد كوفنتري سيتي، فرناندو توريس بعد تسجيله لتشيلسي ضد أتلتيكو مدريد، غاريث بيل بعد تسجيله لتوتنهام ضد ساوثهامبتون وروميلو لوكاكو بعد تسجيله لصالح إيفرتون ضد وست بروميتش ألبيون وإيفان راكيتيتش وداني ألفيس بعد تسجيلهما لبرشلونة ضد إشبيلية وجونزالو هيغواين بعد تسجيله ليوفنتوس ضد نابولي.[73]
- فابريتسيو ميكولي بعد تسجيله لصالح باليرمو ضد ليتشي، رفض الاحتفال حتى انهار بالدموع بعد الهدف، حيث كان نادي ليتشي مسقط رأسه.
- في عام 2012، سجل حارس مرمى إيفرتون تيم هاوارد هدفًا ضد بولتون واندررز من مسافة 102 ياردة بمساعدة الرياح. وبالرغم من كونه رابع حارس مرمى في تاريخ الدوري الإنجليزي الممتاز يسجل هدفًا، رفض هوارد الاحتفال احتراما لحارس الفريق المُنافس آدم بوغدان الذي سجل عليه الهدف.
- في مرحلة خروج المغلوب في دوري أبطال أوروبا 2012–13، سجل لاعب ريال مدريد كريستيانو رونالدو هدفين ضد مانشستر يونايتد ذهابًا وإيابًا، في المرتين رفض الاحتفال احترامًا لمانشستر فريقه السابق؛[74] كما أنه لم يحتفل بتسجيله ضد برشلونة في مايو 2018 احترامًا لمُدربه السابق ومُستكشفه أليكس فيرغسون الذي عانى مؤخرًا من نزيف في الدماغ. أيضًا لم يحتفل عندما سجل ضد سبورتينغ لشبونة النادي الذي اكتشفه عندما كان يلعب مانشستر يونايتد في 2007، ومع ريال مدريد في 2016.
- في عام 2013، سجل حارس مرمى ستوك سيتي أسمير بيغوفيتش بعد 13 ثانية فقط من تسديدة طويلة ضد ساوثهامبتون. بتسجيله من مسافة 97.5 ياردة.[75] وبالرغم من كونه خامس حارس مرمى في تاريخ الدوري الإنجليزي الممتاز يسجل هدفًا، رفض بيغوفيتش الاحتفال احترامًا لحارس المرمى الفريق المُنافس أرتور بوروتس.[76][77]
- بعد أن سجل فرانك لامبارد لمانشستر سيتي ضد تشيلسي فريقه السابق، رفض الاحتفال؛ حيث يُذكر أن لامبارد هو هداف تشيلسي التاريخي.[78]
- آرون رامزي، بعد تسجيله هدفين لأرسنال ضد كارديف سيتي في عام 2013، رفض الاحتفال ضد النادي الذي صقل موهبته. حصل نتيجة هذا الموقف على تصفيق من مشجعي كارديف.[79]
- في نصف نهائي كأس العالم 2014، لاحظ العديد من المراقبين خلال المباراة أن اللاعبين الألمان قللوا من احتفالاتهم مع كثرة الأهداف ضد الدولة المضيفة البرازيل. أكد ماتس هوملز أن هذا كان متعمدًا من جانب اللاعبين الألمان بدافع الرغبة في عدم إذلال البرازيليين بلا داعٍ.[80]
- في عام 2013، لم يحتفل ماريو غوتزه بعد تسجيله لبايرن ميونيخ ضد ناديه السابق بوروسيا دورتموند.[81]
- في نصف نهائي دوري أبطال أوروبا 2014–15، رفض ألفارو موراتا الاحتفال ضد نادي ريال مدريد فريقه السابق بعد تسجيله مرتين ذهابًا وإيابًا ليوفنتوس.[82]
- لم يحتفل ديفيد فيا أبدًا بالتسجيل ضد سبورتينغ خيخون وهو النادي الذي بدأ فيه مسيرته الكروية، سواءً عندما كان يلعب مع فالنسيا أو برشلونة.[83]
- لم يحتفل مهاجم ليفربول المصري محمد صلاح ضد ناديه السابق تشيلسي احترامًا للضحايا الذين قتلوا وجرحوا هجوم بئر العبد 2017.[84] صلاح لم يحتفل بتسجيله ضد فريق سابق آخر وهو روما، بعد تسجيله هدفين لليفربول في دوري الأبطال. كذلك لم يحتفل أبدًا بالتسجيل ضد النادي السابق فيورنتينا أثناء لعبه في إيطاليا.
- راداميل فالكاو، بعد تسجيله لصالح موناكو ضد ناديه السابق بورتو في 2017، رفض الاحتفال. وقد أشاد به مشجعو بورتو على هذه البادرة.[85]
- في ربع نهائي كأس العالم 2018، لم يحتفل أنطوان غريزمان بهدفه ضد أوروغواي لأن المُدرب الذي تتلمذ على يده بالإضافة إلى زُملائه أيضًا كانوا من الأوروغواي.[86]
- في كأس الاتحاد الإنجليزي 2018–19، رفض ألفارو موراتا الاحتفال بعد تسجيله هدفين ضد نوتينغهام فورست. وفقًا لوسائل الإعلام الإسبانية، فإن عدم الاحتفال كان بسبب انتقادات مساعد تشيلسي جيانفرانكو زولا قبل المباراة.[87]

## الإصابات

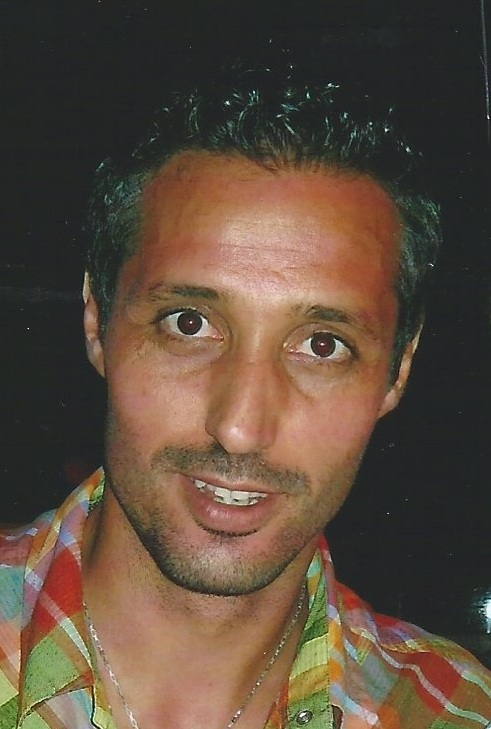
اللاعب باولو ديوغو، قُطع إصبعه بعد أن عَلِقَ إصبعه في السياج أثناء احتفاله مع الجماهير.

حدثت مع مجموعة متنوعة من لاعبي كرة القدم الذين قد أصيبوا من جرّاء أنفسهم أثناء الاحتفال بشكل غير مُعتاد ومثير للسخرية إلى حد ما؛ ومن الأمثلة على ذلك هو اللاعب باولو ديوغو الذي قًطِعَ إصبعه بعد أن عَلِقَ في السياج أثناء احتفاله مع الجماهير، وتييري هنري، وزلاتان إبراهيموفيتش، فابيان إسبيندولا، (الذي احتفل بهدف أُلغي بعد ذلك بسبب التسلل) وميتشي باتشوايي. توفي لاعب كرة قدم الهندي بيتر بياكسانغزوالا، من إصابة في العمود الفقري في 2014 بعد أن احتفل من خلال شقلبة هوائية فاشلة.
نيكولاي مولر أصاب نفسه ذات مرة أثناء احتفاله بتسجيله هدفُا ضد آوغسبورغ بعد أن دار على نفسه أكثر من مرة بحركة شبيهة بالطائرة المروحية. وأكد الفحص الطبي أن المهاجم قد أصاب بالرباط الصليبي الأمامي في ركبته اليمنى. ليتوقف عن اللعب لمُدة 10 أشهر، وبعد أن هبط فريقه غادر النادي.

## احتفالات المدربين
عرف المُدربون أيضًا باحتفالاتهم بالأهداف. من الاحتفالات الشائعة والشهيرة؛
- في 10 أبريل 1993، كان فريق مانشستر يونايتد مع مدربه أليكس فيرغسون خاسرًا أمام شيفيلد وينزداي في الدوري الإنجليزي قبل أربع دقائق نهاية الوقت الأصلي، قبل أن يُسجل ستيف بروس التعادل. بعد 7 دقائق من الهدف الأول - بسبب هذه الأحداث أُطلق مُصطلح «فيرغي تايم» وتعني «وقت فيرغي» "Fergie Time"، بالإشارة إلى الدقائق الأخيرة التي يُسجل بها فريق مانشستر يونايتد الأهداف في اللحظات الأخيرة - سجل ستيف بروف هدفًا في الدقيقة 97، ليقوم فيرغسون من مقعده ويقفز فرحًا عند خط الملعب، وكان مُساعده برين كيد قد قفز فرحًا أيضًا واحتفل داخل الملعب.[92]
- في مباراة إياب ثُمن نهائي دوري أبطال أوروبا 2003–04 بين مانشستر يونايتد وبورتو، كان بورتو برفقه مُدربه جوزيه مورينهو على وشك الخروج من البطولة، وعندما سجل كوستينيا هدفًا قبل 30 ثانية من نهاية الوقت الأصلي ليمنح التأهل لبورتو. قفز مورينيو من مقعده، وقفز في الهواء وهو يركض بمحاذاة خط المعلب حيث يُعتبر هذا الاحتفال الدرامي لحظة إعلان مورينيو عن نفسه للمباراة.[93]
- في إياب نصف نهائي دوري أبطال أوروبا 2008–09، كان برشلونة برفقة مُدربه بيب غوارديولا خاسرًا أمام تشيلسي قبل دقائق من نهاية المباراة حتى سجل اللاعب أندريس إنييستا هدفًا من 20 ياردة ليمنح التأهل لفريقه بفضل قانون الأهداف خارج الديار، ركض غوارديولا المُنتشي بشكل غير معهود بمحاذاة خط اللمس بالقرب من المكان الذي يحتفل فيه لاعبيه.[94]
- خلال ديربي الميرسيسايد في الدوري الإنجليزي الممتاز 2019–20، أحرز لاعب ليفربول ديفوك أوريغي هدفًا في الدقيقة 96 من المباراة، مما جعل مدرب الفريق يورغن كلوب يركض فرحًا داخل الملعب حتى وصل إلى أليسون بيكر ليعانق حارس مرمى فريقه. اعتذر كلوب عن احتفاله، وتم تغريمه 8000 جنيه إسترليني من قبل اتحاد كرة القدم.